# 27 محرم
- السبت
- الأحد
- الاثنين
- الثلاثاء
- الأربعاء
- الخميس
- الجمعة

- 306 يوليو 2024
- 17 يوليو 2024
- 28 يوليو 2024
- 39 يوليو 2024
- 410 يوليو 2024
- 511 يوليو 2024
- 612 يوليو 2024
- 713 يوليو 2024
- 814 يوليو 2024
- 915 يوليو 2024
- 1016 يوليو 2024
- 1117 يوليو 2024
- 1218 يوليو 2024
- 1319 يوليو 2024
- 1420 يوليو 2024
- 1521 يوليو 2024
- 1622 يوليو 2024
- 1723 يوليو 2024
- 1824 يوليو 2024
- 1925 يوليو 2024
- 2026 يوليو 2024
- 2127 يوليو 2024
- 2228 يوليو 2024
- 2329 يوليو 2024
- 2430 يوليو 2024
- 2531 يوليو 2024
- 261 أغسطس 2024
- 272 أغسطس 2024
- 283 أغسطس 2024
- 294 أغسطس 2024
- 15 أغسطس 2024
- 26 أغسطس 2024
- 37 أغسطس 2024
- 48 أغسطس 2024
- 59 أغسطس 2024

27 مُحرَّم أو 27 مُحرَّم الحرام أو يوم 27 \ 1 (اليوم السابع والعشرين من الشهر الأوَّل) هو اليوم السابع والعشرين من أيَّام السنة وفق التقويم الهجري القمري (العربي). يبقى بعده 327 أو 328 يومًا لانتهاء السنة.

## أحداث
- 1215 هـ - إغلاق الجامع الأزهر أيام الحملة الفرنسية على مصر، وذلك عقب اغتيال كليبر قائد الحملة على يد سليمان الحلبي الطالب بالأزهر، وظل المسجد مغلقًا لأول مرة منذ إنشائه حتى خرجت الحملة من مصر.
- 1220 هـ - قوات مشاة البحرية الأمريكية بقيادة الملازم أول «بريسلي أوبانون» تحتل مدينة درنة بليبيا في حربها ضد والي طرابلس يوسف باشا القره مانلي.
- 1371 هـ - إلغاء اتفاقية الحكم الثنائي المصري \ الإنجليزي للسودان.
- 1380 هـ - بدأ البث بالتلفزيون المصري، وكانت مدة البث خمس ساعات يوميًا.
- 1390 هـ - منتخب الكويت لكرة القدم يفوز بكأس بطولة الخليج الأولى لكرة القدم المقامة في البحرين.
- 1396 هـ - القاضية الإسرائيلية «روث أود» تسمح لليهود في الصلاة داخل المسجد الأقصى.
- 1399 هـ - رئيس المجلس الشعبي الوطني الجزائري رابح بيطاط يتولى رئاسة الجمهورية بالنيابة بعد وفاة الرئيس هواري بومدين.
- 1404 هـ - المقاومة اللبنانية تفجر مقر قيادة القوات الإسرائيلية في مدينة صور، وأدى التفجير إلى سقوط 29 قتيلاً.
- 1408 هـ - عقد مؤتمر عربي في تونس لقطع العلاقات مع إيران.
- 1425 هـ - سلطة الحدائق الإسرائيلية تهدم جزء من سور مقبرة الرحمة المحاذية للمسجد الأقصى والتي تحوي رفات قبور للصحابة والتابعين والعلماء المشهورين.
- 1426 هـ - اغتيال الزعيم الشيشاني أصلان مسخادوف على أيدي القوات الروسية خلال عملية خاصة.
- 1431 هـ - اغتيال العالم النووي الإيراني مسعود محمدي بانفجار استهدف منزله.
- 1437 هـ - شرطي أردني يُطلق النّار على مُتدربين في مركز تدريب للشُرطة الأُردُنيَّة ويقتل 6 أشخاص، بينهم أمريكيان.
- 1439 هـ - البرلمان التُركي يُقر مشروع قرار يمنح دور الإفتاء والعُلماء المُسلمين صلاحية عقد القران بين الأزواج بالبلاد، بعد أن كانت حكرًا على موظفي دوائر شؤون الزواج في البلديات منذ قيام الجُمهُوريَّة قبل عشرات السنين.

## مواليد
- 549 هـ - مظفر الدين كوكبوري، أمير إربل، وأحد كبار القادة الذين شاركوا صلاح الدين الأيوبي في جهاده ضد الصليبيين.
- 1329 هـ - محمود المسعدي، وزير تونسي وأحد أعلام النقد الأدبي في العصر الحديث، وصاحب أول تنظيم تربوي وطني في تونس المستقلة.
- 1332 هـ - ميمي شكيب، ممثلة مصرية.
- 1338 هـ - عبد المنعم رياض، رئيس أركان الجيش المصري.
- 1351 هـ - نجيب سرور، شاعر مصري.
- 1365 هـ - فوزية عارف، ممثلة عراقية.
- 1380 هـ - سليمان القصار، مغني كويتي.
- 1383 هـ - سمية الخشاب، ممثلة مصرية.
- 1386 هـ - قصي صدام حسين، عسكري وسياسي عراقي.
- 1393 هـ - محسن منصور، ممثل مصري.
- 1401 هـ - هدى صدقي، ممثلة مغربية.
- 1403 هـ - حمدان بن محمد بن راشد آل مكتوم، ولي العهد في إمارة دبي.

## وفيات
- 676 هـ - الظاهر بيبرس، سلطان مملوكي وبطل معركة عين جالوت.
- 1399 هـ -
  - فيليب حتي، مؤرخ لبناني أمريكي.
  - هواري بومدين، رئيس الجزائر الثاني.
- 1415 هـ - توفيق زياد، شاعر فلسطيني.
- 1420 هـ - عبد العزيز بن باز، فقيه وقاضٍ ومفتي عام المملكة العربية السعودية.
- 1425 هـ - سعد السويح، فقيه حنبلي وأستاذ جامعي سعودي.
- 1426 هـ - أصلان مسخادوف، زعيم ومجاهد شيشاني.
- 1431 هـ -
  - مسعود محمدي، عالم النووي إيراني.
  - دانيال بن سعيد، فيلسوف فرنسي.
  - علي المرهون، فقيه وكاتب وشاعر سعودي.
- 1434 هـ - عياض الدين أحمد، رئيس بنغلاديش.
- 1438 هـ - ملحم بركات، مغن وملحن لبناني.

## وصلات خارجية
- موقع قصة الإسلام: حدث في شهر محرم.